# Alto consiglio per i lambic artigianali
L'alto consiglio per i lambic artigianali (in lingua fiamminga HORAL, Hoge Raad voor Ambachtelijke Lambikbieren) è un'associazione di birrifici che producono lambic con metodo tradizionale. Gli obiettivi sono quelli di promuovere le lambic, dal brassage alla degustazione proteggendo la denominazione lambic al pari di quella di gueuze.

## Membri
Al luglio 2021 i membri erano:
- Boon (Lembeek)
- De Cam (Gooik)
- De Troch (Wambeek)
- Hanssens (Tourneppe)
- Lambiek Fabriek (Ruisbroek)
- Lindemans (Vlezenbeek)
- Mort Subite (Kobbeghem)
- Timmermans (Itterbeek)
- Oud Beersel (Beersel)
- Tilquin  (Bierghes)
- De Lambiek (Beersel)

"De Lambiek" è un museo della birra.  Inoltre, le brasserie Belle-Vue, Cantillon, Den Herberg, Omer Vander Ghinste (ex Bockor) et Van Honsebrouck (St-Louis) producono anch'essi birre a fermentazione spontanea pur non facendo parte dell'associazione.

## Ex-Membri
Tra di essi abbiamo:
- Drie Fonteinen (Beersel)
- Girardin (Chapelle-Saint-Ulric)